# Kutasó, Nógrád
Kutasó  este un sat în districtul Pásztó, județul Nógrád, Ungaria, având o populație de 100 de locuitori (2011). 

## Demografie
Componența etnică a satului Kutasó
     Maghiari (92,93%)
     Necunoscut (7,07%)
     Alții (7,07%)
Componența confesională a satului Kutasó
     Romano-catolici (33%)
     Luterani (14%)
     Fără religie (11%)
     Necunoscută (42%)
Conform recensământului din 2011, satul Kutasó avea 100 de locuitori. Din punct de vedere etnic, majoritatea locuitorilor (92,93%) erau maghiari. Apartenența etnică nu este cunoscută în cazul a 7,07% din locuitori. Nu există o religie majoritară, locuitorii fiind romano-catolici (33,0%), luterani (14,0%) și persoane fără religie (11,0%). Pentru 42,0% din locuitori nu este cunoscută apartenența confesională.